# Eorbitolina
Eorbitolina es un género de foraminífero bentónico normalmente considerado un subgénero de Orbitolina, es decir, Orbitolina (Eorbitolina), pero aceptado como sinónimo posterior de Dictyorbitolina de la subfamilia Praedictyorbitolininae, de la familia Orbitolinidae, de la superfamilia Orbitolinoidea, del suborden Orbitolinina y del orden Loftusiida. Su especie tipo era Orbitolina (Eorbitolina) robusta. Su rango cronoestratigráfico abarcaba el Aptiense (Cretácico inferior).

## Discusión
Clasificaciones previas incluían Eorbitolina en la subfamilia Orbitolininae y en el suborden Textulariina del orden Textulariida o en el orden Lituolida.

## Clasificación
Eorbitolina incluía a las siguientes especies:
- Eorbitolina lentiformis †, también considerado como Orbitolina (Eorbitolina) lentiformis †
- Eorbitolina prisca †, también considerado como Orbitolina (Eorbitolina) prisca †
- Eorbitolina robusta †, también considerado como Orbitolina (Eorbitolina) robusta †